# Omphalophana antirrhinii
Omphalophana antirrhinii – gatunek motyla z rodziny sówkowatych. Zamieszkuje krainę palearktyczną od Półwyspu Iberyjskiego po Azję Środkową.

## Taksonomia
Gatunek ten opisany został po raz pierwszy w 1803 roku przez Jacoba Hübnera pod nazwą Noctua antirrhinii. W 1906 roku został wyznaczony przez George’a Hampsona gatunkiem typowym nowego rodzaju Omphalophana.

## Morfologia
Motyl ten osiąga od 26 do 32 mm rozpiętości skrzydeł. Ma stosunkowo małą głowę z guzkiem na czole i parą pęczków szczeciniastych łusek przy nasadach czułków. Aparat gębowy dysponuje dobrze rozwiniętą ssawką. U samicy czułki są przylegająco orzęsione, zaś u samca lekko ząbkowane. Przednie skrzydło jest krótkie i szerokie, długości od 12 do 14 mm. Ubarwienie ma szarooliwkowe z białym wzorem. Odwłok jest krótki i krępy.
Wyrośnięte gąsienice są ubarwione zielonkawo z białawożółtymi liniami grzbietowymi i subdorsalnymi oraz żółtawymi liniami bocznymi.
Poczwarka ma ubarwienie rudobrązowe. Jej szpatułkowaty kremaster zaopatrzony jest w dwa krótkie kolce.

## Ekologia i występowanie
Owad ten zasiedla stanowiska o glebach ubogich, jak suche łąki, stepy, nasłonecznione zbocza, górskie stoki o południowej ekspozycji, ciepłe i suche pastwiska, nieużytki i obszary piaszczyste. Owady dorosłe pojawiają się w jednym pokoleniu latającym od kwietnia lub maja do czerwca albo w dwóch pokoleniach i wówczas spotyka się je do końca sierpnia. Gąsienice żerują od maja do września. Wśród ich roślin pokarmowych wymienia się driakwie, lnice, ostróżki i wyżliny.
Gatunek palearktyczny. W Europie znany jest z Hiszpanii, Francji, Niemiec, Austrii, Włoch, Polski, Czech, Słowacji, Węgier, Ukrainy, Rumunii, Mołdawii, Bułgarii, Słowenii, Chorwacji, Bośni i Hercegowiny, Serbii, Czarnogóry, Macedonii Północnej, Albanii, Grecji oraz europejskich części Rosji i Turcji. W Azji zamieszkuje Kaukaz i Zakaukazie, Turcję oraz zachodnią część Azji Środkowej. Centrum rozsiedlenia gatunku znajduje się w regionie śródziemnomorskim.
W Polsce jest jedynym przedstawicielem rodzaju i znany jest tylko z muraw kserotermicznych Wyżyny Małopolskiej i Kotliny Sandomierskiej. Na „Czerwonej liście gatunków zagrożonych Republiki Czeskiej” umieszczony jako gatunek narażony na wyginięcie (VU).